# Croix Rouge (Étalle)
Croix Rouge is een gehucht in de Belgische streek de Gaume in de provincie Luxemburg. Het ligt in de gemeente Étalle. De plaats ligt in het Bos van Bon Lieu op de kruising van de belangrijke regionale weg de N87 met de N879 tussen Tintigny en Ethe.
Deelgemeenten: Buzenol · Chantemelle · Étalle · Sainte-Marie · Vance · Villers-sur-Semois

Overige dorpen: Croix Rouge · Fratin · Huombois · Lenclos · Mortinsart · Sivry · Villers-Tortru

Belgische gemeenten · Arrondissement Virton · Luxemburg · Wallonië